# Gregory Chamitoff
Gregory Errol Chamitoff (* 6. srpna 1962 v Montrealu, Quebec, Kanada) je americký astronaut kanadské národnosti, který sloužil v roce 2008 na Mezinárodní vesmírné stanici ISS. Byl 479. člověkem ve vesmíru, strávil v něm 183 dní.

## Životopis
Středoškolské vzdělání získal v San José (Kalifornie) na Blackford High School. V Kalifornii pokračoval ve studiích elektrotechniky na California Polytechnic State University, kterou ukončil v roce 1984. Potom následovalo roční studium letectví na California Institute of Technology a v roce 1985 začal studovat na Massachusettském technologickém institutu. Zde v roce 1992 získal doktorát v oboru astronautiky.
Získal zaměstnání u letecké kontroly United Space Alliance v Houstonu, odkud v roce 1998 přešel do výcvikového střediska astronautů NASA v Houstonu. Po dvouleté přípravě byl zařazen do jednotky astronautů.
Je ženatý, jeho paní je Chantal rozená Caviness.

## Let do vesmíru
Byl členem sedmičlenné posádky raketoplánu Discovery na misi STS-124 (katalogizována v COSPAR pod číslem 2008-027A), která z Floridy odstartovala 31. května 2008. Členy posádky mimo něj byli Mark Kelly, Kenneth Ham, Karen Wybergová, Ronald Garan, Michael Fossum a Japonec Akihiko Hoshide. Na stanici ISS se stal členem Expedice 17, kde vystřídal Garreta Reismana a zůstal zde pět měsíců. Discovery s ostatními přistál na Zemi 14. června 2008.
V Expedici 17 sloužil společně s Sergejem Volkovem a Olegem Kononěnkem, kteří byli na stanici již před jeho příletem a odletěli z ní v říjnu 2008 v Sojuzu TM-18. Byli zde vystřídáni jinou posádkou a zůstávající Chamitoff se tak stal členem Expedice 18.
Zpátky za Zemi přistál s ostatními v raketoplánu STS-126 v Kalifornii na Edwards Air Force Base 29. listopadu 2008 večer místního času, za sebou měl 183 dní strávených na orbitě Země. Expedice 18 pokračovala v práci na Mezinárodní kosmické stanici po jeho odletu s jinou posádkou.
- STS-124, ISS, STS-126 – start 31. května 2008, přistání 29. listopadu 2008

## Zajímavosti
Gregory sehrál z paluby stanice dvě médii sledované šachové partie s řídícími středisky NASA, kterým pomáhali studenti. Šachy si sám předem upravil.